# Федя Анцелевскі
Федя Ерік Анцеле́вскі (нім. Fedja Erik Allan Anzelewski; 17 березня 1919, Нордгаузен — 18 травня 2010, Берлін) — німецький мистецтвознавець.

## Біографія
1954 року Анцелевскі захистив дисертацію у Вільному університеті Берліна на тему «Мотив і екземплум у ранніх гравюрах на дереві Дюрера» (нім. Motiv und Exemplum im frühen Holzschnittwerk Dürers). З 1954 року Анцелевський працював у державних музеях в Берлін-Далемі, з 1957 року був асистентом Гравюрного кабінету, з 1960 року — доглядачем цього закладу. З 1977 до 1984 року — директор Гравюрного Кабінету. Як гонорар-професор викладав у художньо-історичному інституті Вільного університету Берліна.
З самого початку своєї наукової діяльності займався дослідженням творчості Альбрехта Дюрера. Автор численних праць про Альбрехта Дюрера, які здобули міжнародне визнання. Досліджував також життя і творчість інших представників Північного Відродження, зокрема творчість Матіаса Грюневальда.
Похований на євангелічному цвинтарі Ніколасзее (Берлін).

## Вибрані публікації
- Miniaturen aus der Toggenburg-Chronik aus dem Jahre 1411. Klein, Baden-Baden 1960.
- Miniaturen aus deutschen Handschriften. Klein, Baden-Baden 1961.
- (als Neubearbeiter der 7. Auflage) Friedrich Lippmann: Der Kupferstich. de Gruyter, Berlin(-West) 1963.
- Dürer und seine Zeit. Meisterzeichnungen aus dem Berliner Kupferstichkabinett. Ausstellungskatalog. Staatliche Museen Preußischer Kulturbesitz, Berlin(-West) 1967.
- Albrecht Dürer. Das malerische Werk. Deutscher Verlag für Kunstwissenschaft, Berlin(-West) 1971, ISBN 3-87157-040-0. Neuausgabe: Albrecht Dürer. Das malerische Werk. Band 1: Tafelband. Band 2: Textband. Deutscher Verlag für Kunstwissenschaft, Berlin 1991, ISBN 3-87157-137-7.
- Dürer. Werk und Wirkung. Electa-Klett-Cotta, Stuttgart 1980, ISBN 3-88448-007-3.
- "Grünewald. Das Gesamtwerk. Ullstein, Frankfurt 1980, ISBN 3-548-36021-1 (= Reihe Die großen Meister der Malerei).
- Dürer-Studien. Untersuchungen zu den ikonographischen und geistesgeschichtlichen Grundlagen seiner Werke zwischen den beiden Italienreisen. Deutscher Verlag für Kunstwissenschaft, Berlin(-West) 1983, ISBN 3-87157-104-0.
- Lotte Brand Philip, Fedja Anzelewski: The portrait diptych of Dürer's parents. In: Simiolus: Netherlands Quarterly for the History of Art, Volume 10, No. 1, 1978–79, S. 5–18